# Liste der denkmalgeschützten Objekte in Sankt Anna am Aigen
Die Liste der denkmalgeschützten Objekte in Sankt Anna am Aigen enthält die 9 denkmalgeschützten, unbeweglichen Objekte der österreichischen Gemeinde Sankt Anna am Aigen im steirischen Bezirk Südoststeiermark.

## Denkmäler
| Foto |                 | Denkmal                                                                            | Standort                                 | Beschreibung | Metadaten |
| ---- | --------------- | ---------------------------------------------------------------------------------- | ---------------------------------------- | --- | --- |
| ja   | Datei hochladen | Pfarrhof HERIS-ID: 61424 Objekt-ID: 73839                                          | Kirchplatz 1 Standort KG: Aigen          | Der Pfarrhof in St. Anna am Aigen wurde 1845 fertiggestellt. | BDA-Hist.: Q38095884 Status: § 2a Stand der BDA-Liste: 2025-06-30 Name: Pfarrhof GstNr.: .73 Pfarrhof Sankt Anna am Aigen                                         |
| ja   | Datei hochladen | Mesnerhaus HERIS-ID: 61428 Objekt-ID: 73843                                        | Kirchplatz 2 Standort KG: Aigen          | | BDA-Hist.: Q38095913 Status: § 2a Stand der BDA-Liste: 2025-06-30 Name: Mesnerhaus GstNr.: .68                                                                    |
| ja   | Datei hochladen | Persönlichkeitsdenkmal Kardinal Andreas Frühwirth HERIS-ID: 61432 Objekt-ID: 73847 | Standort KG: Aigen                       | Der 1845 in St. Anna am Aigen geborene Dominikanerpriester Andreas Franz Frühwirth war apostolischer Visitator in Österreich und päpstlicher Nuntius von Bayern. 1915 wurde er von Papst Benedikt XV. zum Kurienkardinal erhoben. Er starb 1933 in Rom. Die Büste ist bezeichnet mit Aug. Weckbecker 1916/17. | BDA-Hist.: Q38095927 Status: § 2a Stand der BDA-Liste: 2025-06-30 Name: Persönlichkeitsdenkmal Kardinal Andreas Frühwirth GstNr.: .67                             |
| ja   | Datei hochladen | Brunnen HERIS-ID: 61435 Objekt-ID: 73850                                           | Standort KG: Aigen                       | Der Radbrunnen in St. Anna am Aigen stammt aus dem 17. Jahrhundert und weist eine Brunnentiefe von 60 Metern auf. | BDA-Hist.: Q38095949 Status: § 2a Stand der BDA-Liste: 2025-06-30 Name: Brunnen GstNr.: .72/2                                                                     |
| ja   | Datei hochladen | Figurenbildstock hl. Johannes Nepomuk HERIS-ID: 61441 Objekt-ID: 73856             | Standort KG: Aigen                       | Die Steinfigur des hl. Nepomuk am Kirchenvorplatz stammt aus der Mitte des 18. Jahrhunderts. | BDA-Hist.: Q38095955 Status: § 2a Stand der BDA-Liste: 2025-06-30 Name: Figurenbildstock hl. Johannes Nepomuk GstNr.: .67                                         |
| ja   | Datei hochladen | Kath. Pfarrkirche hl. Anna HERIS-ID: 50955 Objekt-ID: 56484                        | Standort KG: Aigen                       | Die Pfarrkirche in St. Anna am Aigen wurde 1712 fertiggestellt und 2005 einer gründlichen Renovierung unterzogen. Die Einrichtung ist aus der Werkstatt Veit Königer. Eine künstlerisch besonders wertvolle Skulptur am Hochaltar stellt die Figurengruppe Anna Maria lesen lehrend dar. Das älteste Kunstwerk der barocken Kirche ist das Gemälde Dreifaltigkeit. | BDA-Hist.: Q20754114 Status: § 2a Stand der BDA-Liste: 2025-06-30 Name: Kath. Pfarrkirche hl. Anna GstNr.: .67 Pfarrkirche Sankt Anna am Aigen                    |
| ja   | Datei hochladen | Messkapelle Mariae Heimsuchung HERIS-ID: 31611 Objekt-ID: 28589seit 2012           | bei Frutten 14 Standort KG: Frutten      | | BDA-Hist.: Q37943413 Status: Bescheid Stand der BDA-Liste: 2025-06-30 Name: Messkapelle Mariae Heimsuchung GstNr.: .18/2                                          |
| ja   | Datei hochladen | Lichtsäule HERIS-ID: 31612 Objekt-ID: 28590                                        | Gießelsdorf 108 Standort KG: Gießelsdorf | | BDA-Hist.: Q37943434 Status: § 2a Stand der BDA-Liste: 2025-06-30 Name: Lichtsäule GstNr.: 1449/20                                                                |
| ja   | Datei hochladen | Prähistorische Siedlung Waltra HERIS-ID: 46749 Objekt-ID: 48893                    | Waltrahöhle Standort KG: Waltra          | Bei der Waltrahöhle handelt es sich vermutlich um eine Siedlung aus der Kupferzeit, die vor rund 4500 Jahren durch einen Felssturz begraben wurde. Eine andere These geht von einer eingestürzten Höhle aus. In den kleinräumigen Hohlräumen unterhalb der viele Tonnen schweren Basaltfelsen wurden im Zuge der im Jahre 1935 vom Landesmuseum Joanneum (unter W. Schmid) erfolgten Untersuchungen neben Keramikscherben mit Furchenstichverzierung je ein Flach- und Lochbeil aus Grünstein, sowie eine weitgehend intakte schwarzgraue Henkelschale aus feingeschlämmtem Ton mit eleganter Verzierung in Form von eingetieften Rillen und Dreiecken auf Hals und kalottenförmigem Bauch gefunden. Die Funde machen die Waltrahöhle zu einem der wichtigsten und auch international bekanntesten Fundorte der sog. Retz-Gajary-Kultur in Österreich. Dieser Kulturraum wird zwischen 2800 und 2400 v. Chr. datiert, als erstmals das Kupfer als Werkstoff in der Steiermark auftrat. | BDA-Hist.: Q38023392 Status: Bescheid Stand der BDA-Liste: 2025-06-30 Name: Prähistorische Siedlung Waltra GstNr.: 4/34, 4/36, 4/1, 4/33, 4/32, 4/35 Waltrafelsen |